# Ebenezer Sumner Draper
Ebenezer Sumner Draper (17 juin 1858 - 9 avril 1914) est un homme politique américain.